# Elin Gustavsson (basketspelare)
Elin Gustavsson, född den 18 januari 1993 i Ängelholm, är en svensk basketspelare som spelar för det italienska basketlaget Geas Basket.

## Biografi
Elin Gustavsson spelar för det italienska basketlaget Geas Basket. Hon har tidigare spelat för ett flertal andra utländska klubbar. Hon har även representerat det svenska landslaget i såväl 5x5-spel som 3x3-spel.